# Dovyalis mollis
Dovyalis mollis là một loài thực vật có hoa trong họ Liễu. Loài này được (Oliv.) Warb. mô tả khoa học đầu tiên năm 1893.